# Dolmen des Grouges
Le dolmen des Grouges, aussi appelé dolmen du Bois des Chailles, est un dolmen situé sur la commune de Saint-Ciers-sur-Bonnieure en Charente en France.

## Protection
L'édifice a failli être détruit au milieu des années 1970. L'intervention de la société archéologique de la Charente a permis d'entreprendre une fouille de sauvegarde et le remontage du dolmen. Il a été inscrit monument historique par arrêté du 27 août 2012.

## Description
Au lieu-dit le Bois des Chailles, aussi nommé la Pierre levée, le dolmen se dresse en lisière de bois et en bordure de chemin. Il est situé à 600 mètres au sud de la route de Saint-Claud à Mansle, qui était une voie antique de Chassenon à la Terne.
Le dolmen est de type simple et comporte une chambre rectangulaire de petite dimension (1,85 m sur 1 m). Sa fouille a permis de démontrer qu'il ne comportait pas de tumulus. Il est orienté nord-sud. La chambre ouvre au sud-est. Il est composé d'une dalle de calcaire local, reposant sur trois piliers non équarris de même nature. 
Le mobilier archéologique retrouvé comprend un petit outillage lithique (deux pointes de flèches, un racloir, lames et éclats de silex) et deux fragments de poinçons en os. Les tessons de céramique retrouvés sont peu abondants et atypiques. L'ensemble pourrait dater de l'Artenacien ou de la culture Vienne-Charente.